# Copidosomopsis meridionalis
Copidosomopsis meridionalis är en stekelart som beskrevs av Kazmi och Hayat 1998. Copidosomopsis meridionalis ingår i släktet Copidosomopsis och familjen sköldlussteklar. Inga underarter finns listade i Catalogue of Life.